# Островська Ріта
Ріта Островська (народилася в 1953 в Києві , англ.   Rita Ostrovskaya) — український фотограф.

## Біографія
- У 1953 році народилася в місті Києві.
- У 1971—1977 навчалася в Інституті кіноінженерів в Ленінграді .
- 1982—1983 рр. навчання в Інституті журналістської майстерності в Києві .
- З 1987 по 1989 рік — член Творчого фото-об'єднання «Погляд».
- У 1993 році на I. Міжнародному фотофестивалі в Москві була названа Фотографом Року.
- У 1994 році Ріта Островська отримала Ренжер-Патч Прайс/премію / за проект книги, Музей Фолкванг, місто Ессен;
- У 1996 році у неї виходить фотоальбом «Євреї на Україні, містечка, 1989—1994» видання Cantz Verlag, Німеччина.
- У 2001 Ріта Островська емігрує до Німеччини (місто Кассель) на постійне місце проживання.
- У 2003—2009 навчалася в Художній Академії, місто Кассель, факультет Візуальна комунікація.

Учасниця численних фото-виставок.
Головні фотографічні проекти Ріти Островської:
- «Місто і городяни» (1983—1988),
- «Мій будинок» (1983—2001),
- «Портрет-Акт» (з 1986),
- «Єврейський Альбом»:
  - 1. «Сімейний Альбом» (з 1978),
  - 2. «Євреї на Україні, містечка» (1989—2001),
  - 3. «Емігранти» (1993—2002);
- «Подих Життя» 1994—2001,
- «Присутність» (з 1995),
- «Фарби містечка» (2000—2001)
- та інші.

## Авторська книга
- «Jews in Ukraine, Shtetls, 1989—1994» (Євреї в Україні, містечка). Published by Cantz Verlag +1996 ISBN 3-89322-852-7

## Роботи Р. Островської представлені в книгах
- Evgeny Berezner, Irina Chmyreva, Natalia Tarasova and Wendy Watriss. «Contemporary Russian Photography», FotoFest 2012 Biennial Houston.

## Нагороди
- Грант від Фонду Сороса , 1991
- Премія імені Ренгер-Патча, 1994

## Колекції
- Berlin, Germany, Art library
- Essen, Germany, Fotografische Sammlung, Museum Folkwang
- Zurich, Switzerland, Kunsthaus
- Zurich, Switzerland, Lehrhaus
- Odense, Denmark, Museet for Fotokunst
- New York, USA, The Jewish Museum
- New York, USA, United Jewish Appeal
- Texas, USA, Photography & Film Collections, Harry Ransom Humanities Research Centre
- London, UK The Sternberg Centre of Judaism
- Tel-Aviv, Israel, Beth Hatefutsth, The Nahum Goldman Museum of Jewish Diaspora
- Saint-Die-Des-Vosges, Frankreich, Espace des Arts Plastiques, Cepagrap
- Музей фотографічних колекцій
- Київ, Україна, Institute of Jewish Studies
- Київ, Україна, The Central Research Library